# Ferrilotharmeyerita
La ferrilotharmeyerita és un mineral de la classe dels fosfats que pertany al grup de la tsumcorita.

## Característiques
La ferrilotharmeyerita és un fosfat de fórmula química CaZnFe³⁺(AsO₄)₂(OH)(H₂O). Va ser aprovada com a espècie vàlida per l'Associació Mineralògica Internacional l'any 1986, sent publicada per primera vegada el 1992. Cristal·litza en el sistema monoclínic. La seva duresa a l'escala de Mohs és 3.
L'exemplar que va servir per a determinar l'espècie, el que es coneix com a material tipus, es troba conservat al Canadian geological survey amb el número d'espècimen: nmc64573.

## Formació i jaciments
Va ser descoberta a la mina Tsumeb, dins la regió d'Oshikoto, a Namíbia. També ha estat descrita al Marroc, Alemanya, Àustria i Grècia.